# 大阪テクノ・ホルティ園芸専門学校
大阪テクノ・ホルティ園芸専門学校（おおさかテクノ・ホルティえんげいせんもんがっこう、英称：The Botanical College of Technological Horticulture of Osaka）は、学校法人伊東学園が運営する大阪府富田林市にある専修学校である。
東京都に学園本部があり、埼玉県にテクノ・ホルティ園芸専門学校本校、また、東京都に姉妹校東京テクノ・ホルティ園芸専門学校、タイ国のラヨーン県には熱帯植物栽培実習センターがある。

## 沿革
- 1990年 開校
- 1995年 専門士の称号授与の課程として文部大臣より認定
- 2013年 年度末（3月末）を以て廃止[1]

## 学科
- 園芸学科

### 専門課程
- - 花と緑の生産・流通コース
    - 園芸生産・流通専攻
    - 園芸療法・福祉専攻

  - フラワーデザイン・ビジネスコース 
    - フラワーデザイン専攻
    - ショップビジネス専攻
    - ブラダルフラワー専攻
    - フラワービジネス・雑貨専攻

  - 造園・環境緑化コース 
    - 環境緑化専攻
    - 造園施工・デザイン専攻
    - ガーデニング専攻

### 卒業生
第2期生
中路裕規

## 所在地
- 〒584-0021 大阪府富田林市中野町2-518-2